# Anoda lanceolata
Anoda lanceolata là một loài thực vật có hoa trong họ Cẩm quỳ. Loài này được Hook. & Arn. mô tả khoa học đầu tiên năm 1840.